# Anuari català 1875
L' Anuari Català (1874-1875) és un llibre de Francesch Matheu i Fornells (1851-1938) publicat a l'any 1875 amb la participació dels escriptors catalans, mallorquins i valencians més destacats de l'època. En la seva única publicació, ofereix una gran varietat de continguts i temàtiques per tal de donar llum als col·laboradors presents.

## Naixement
L' Anuari Català (1874-1875) és una revista de Francesch Matheu i Fornells (1851-1938) publicada a l'any 1875 amb la participació dels escriptors catalans, mallorquins i valencians més destacats de l'època. La publicació de l'exemplar va ser el dia 1 de gener de l'any esmentat a Barcelona, per la Biblioteca de Catalunya i l'editorial Estampa de L. Obradors y P. Sulé. Aquesta té una periodicitat anual, tret característic dels anuaris. A més, narren els esdeveniments o la temàtica en qüestió de l'any anterior a la seva publicació. El seu format inicial va ser en paper amb una enquadernació de pell sintètica i només es va fer un volum. Actualment, la seva venda no està disponible, tret de les còpies del model original que conserven els particulars i que vulguin vendre-les. No obstant, existeix una edició digital completa en accés obert a l'Arxiu de Revistes Catalanes Antigues (ARCA).
És necessari situar la seva publicació a un context on hi ha un gran desenvolupament de la premsa catalana, tal com la Renaixença (1868-1839). Aquesta al seu torn es divideix en dues etapes, mentre que l'Anuari Català de 1874 pertany a la primera d'elles, una “transició” caracteritzada per la seva modernitat i innovació. Aquesta publicació i moltes altres no haurien estat possibles de no ser per la Revolució de Setembre de 1868, on es va obrir una etapa de llibertat de premsa i d'impremta.

Es tracta una de les obres més importants de Matheu i Fornells juntament amb El reliquiari (1878), entre moltes altres. La idea per la qual es fundà L'Anuari Català era per fer una recopilació de col·laboradors amb una ortografia diferent a la que s'entenia aleshores pel veritable català, tal com s'indica a l'apartat de l'anuari “Á nostres lectors”. A més, ens cita l'objectiu pel qual es va crear la revista:

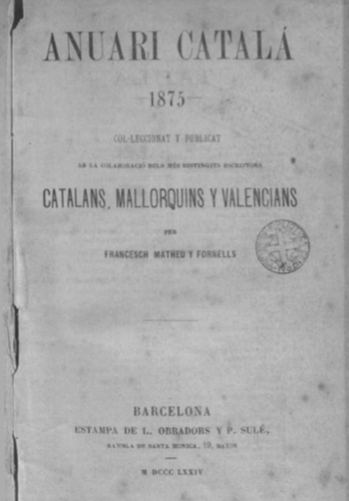
Portada de la revista de l'anuari

“ Lo nostre objecte es ben senzill i clar: los escriptors que no’s conformassen ab la ortografia adoptada pel Calendari, quedavan esclubits d'aquella publicació, y, pera aplegarlos, los hi obrirem un nou camp en les planes del Anuari, y pera fer veure al mateix temps ab nostra col·lecció que no son tan pochs com se vol suposar, los partidiaris de la ortografía per nosaltres adoptada […] que nosaltres no venim á portar divisions, sinó á aplegar en una publicació als qui d'una altra han estat esclubits. ”
En general, la seva intenció és donar una oportunitat a aquests autors que havien quedat exclosos del Calendari per la seva ortografia i, per tant, redirigirlos a aquesta nova publicació. A més es vol demostrar que els escriptors que hi cooperen no son tan dolents com s'havia dit i, per tant, s'ofereix aquest espai per a una ortografia exclusiva que trenca amb les normes del català habitual. A continuació s'explica que els col·laboradors, així com la producció del llibre estan concienciats desde el primer moment que la publicació de l'exemplar tindrà moltes crítiques per no complir amb les qüestions ortogràfiques establertes. També esmenten que per descomptat no prestaràn atenció a tots els improperis i agraviacions que rebràn. Tot seguir, fan una al·legació al detonant pel qual van decidir crear aquesta alternativa de l'Anuari, i és que hi va haver una gran polèmica per la desinencia dels es en el plural femení. Els escriptors ho consideraven una forma catalana però pel contrari els propietaris del Calendari ho rebutjaven absolutament.

## Història

### Suspensions / Edició de suplements / Números monogràfics rellevants en cas d'existir
L'Anuari català de 1874 va ser el primer número que es va publicar d'aquesta revista amb la intenció que anés de periodicitat anual. No obstant això, no va haver-hi noves publicacions en anys posteriors que seguissin la correlació d'aquest Anuari en concret. Així que aquest va ser el primer i únic anuari que es publicaria llavors. Com hem dit anteriorment, aquesta tenia un objectiu que complir, i que amb la seva publicació va poder fer realitat. L'any 1894 es va publicar un altre anuari català “revista del moviment literari regional amb treballs dels més distingits escriptors novells, col·leccionats per Joan Umbert”. Per tant, la conclusió que podem extreure és la inicial. Matheu Fornells no va publicar més edicions del primer anuari, pesi que anys més tard, Umbert sorprendria amb aquest nou que, amb la data inicial nomenada, acabaria l'any 1900 amb el seu setè llançament.

### Seccions principals de la publicació/ Contingut i temàtiques
L'anuari és divideix en tres grans blocs amb els seus subapartats o seccions corresponents: la introducció, el cos de la revista i finalment la taula d'autors.
Les primeres fulles de la revista compten amb una pàgina destinada als errors comesos al llarg de l'anuari. Podem veure una taula on s'indica la fallada gramatical, la pàgina a la qual aquest pertany, la línia on es troba i com estaria escrit de manera correcta. En segon lloc veiem una portada que inclou el nom del llibre (Anuari Català), la data de publicació i de realització, l'autor i l'editorial a la qual pertany així com la seva adreça. Seguidament ens trobem amb l'índex, aquí dit “taula”, segellat en l'exemplar que ofereix l'ARCA, com a donatiu de José O. Borrás Quintana. Per a finalitzar amb aquest breu inici, l'Anuari Català ens ofereix un calendari, on veiem tots els mesos de l'any així com els dies dels quals disposa i el símbol de l'horòscop que correspon a cadascun d'ells. A més ens informa de tots els sants que se celebren per dia.
Aquest breu inici forma part de la introducció, encara que veritablement el que dona peu al cos de la revista i ens fa distingir que és el primer gran bloc, són tres seccions anomenades “Á nostres lectors” ,“Revista de l'any”, i una altra que es titula amb una creu destinada als morts.
Á nostres lectors és una secció on s'explica amb quina fi es funda el la revista, ja esmentat anteriorment. A més, agraeix als escriptors que han participat en l'anuari la seva col·laboració, ja que són joies que es van adherint cada dia al que es diu la renaixença catalana : “ tenim la satisfacció i l'ergull de presentar per primera vegada als qui veuhen ab pler com va l'arbre de la renaixensa catalana trayent nous brots á cada dia”.
D'altra banda, revista de l'any fa un comiat al 1974 així com als records bons i dolents que deixa al seu pas. Assegura haver estat un any dur i que els seus intents de derrotar a la literatura catalana han estat en va perquè aquesta roman intacta com un arbre que es manté en peus després d'un terratrèmol. Ens trobem amb una extensa al·legoria en què els escriptors que han estat exclosos de determinades oportunitats són disfressats com a perles entre el fang i la misèria. Joies que, després de tot el dolor sofert, surten a la llum en un nou any (1975) amb aquest llibre. A més, diu que la Biblioteca Catalana és la principal obra de la llengua, fent al.lusió al seu director Marian Aguiló (Gai Saber) i a una gran quantitat d'obres que ha publicat per a diferents autors. Fa èmfasi en els Jocs Florals, en el sentiment de la gent que cada any assisteix a gaudir d'aquests així com dels guanyadors dels premis que s'han entregat. Veu el 1974 com un any dolent. És queixa de què el teatre català ha patit una decadència: va oferir obres repetides excepte dues. Esmenta l'evolució de la Renaixensa, revista catalana de literatura, ciències i art així com la revista balear. En general, hi ha un popurri d'informació: la recent traducció del Llibre de les Bèsties de Ramon Llull o el cinquè aniversari secular de la mort de Petrarca entre d'altres.
Per a tancar la introducció, ens trobem amb un apartat destinat a escriptors morts, representada amb una creu a l'inici de les pàgines. Després d'una breu dedicatòria, es vetlla al costat dels seus assoliments personals a Guillem Forteza, Joseph A. Vaig clavar, Pere N. Vius i Marian Fortuny.
El cos de la revista és el que està compost per les obres seleccionades dels autors col·laboradors. Ens trobem amb una alternança de contes, poemes, fragments, cants, traduccions i rondalles entre altres tipus.
A l'inici d'aquest apartat, hi ha un retrat dibuixat de Carles Bonaventura Aribau, primer autor del qual es parla. Es realitza un homenatge a la seva persona, escrit per Pere Nanot-Renart, on s'explica a manera de biografia les majors gestes d'Aribau centrant-se entre altres coses en la seva obra Oda a la Pàtria. Es lloen els seus pensaments i els seus versos, paraules que van conquistar molts cors catalans. Nanot-Renart finalitza aquesta memòria a Aribau, deixant ben clar que aquest llibre mereixia tenir un tros del gran escriptor perquè perduri el seu record. Un escriptor que un dia va reproduir la frase: “Si quan em trobo sol, parl ab mon èsperít, en català li parl que llengua altra no sent”.
A partir de llavors, es succeeixen la resta d'obres, unes més llargues que unes altres amb diferents formats, ajustats al protocol del tipus de text al qual pertany. En ordre de distribució, L'Anuari de 1874 està compost per:
- Palamós. Obra de Carles Bonaventura Aribau.
- Redempció. Obra de Joseph Francisco Vich.
- Mater misericordiae, salve. Obra de Francisco Camprodon.
- Quatre mots sobre ortografía catalana. Obra de Manel Milá y Fontanals.
- Empuries. (“Premiada en lo certamen de l'associació literària de Gerona. Dedicada a’n Celestí Pujol i Camps”). Obra de Francesch Ubach i Vinyeta.
- Lo casament del diable. “Aquest conte, y quasi tots los que per aquest estil publicam, los hem copiat d'un recull que dels nostres classichs n'está fent un erutit literat i bon amich nostre”. Obra del llibre  Flor de Virtuts e de Costums. Gerona 1947 c.24.
- Enamorament. Obra de Matheu Bennassar.
- Lo pelafre del degua o La cort del rey Arthus. Obra de Recull d'exemples e miracles. M. S. del quinzen segle, fol. Ixxvii.
- Brindis. “En una felibrejada apres la celebració dels Jochs Florals”. Obra de V.W. Quarrel.
- Diluvi en Mallorca any 1403. Obra de J.Puiggarí.
- Al caure la fulla. Obra de J. Martí y Folguera.
- Lo malendri de Sibilía. Obra de Francesc Eiximenis.
- La locomotora. (“Premiada en lo certamen de l'associació literària de Gerona”). Obra de Isidro Reventós i Amiguet.
- Nit serena. Obra de Antonieta Arenes.
- La mort de Ferran II. Obra de Pere Nanot-Renart.
- Maymés! Obra de Joaquim Maria Bartrina. Poblet, Desembre de 1873.
- Lluna negra. Obra de Bartomeu Ferrá y Perelló dedicada “A mon amich A-Ben-Assar”.
- La rata. Obra de Ramon Lull del Llibre de les maravelles.
- A Ausias March. Frase cèlebre: “Viscut he mort sense èsser conegut”. Llibre a punt de publicarse en la Biblioteca Catalana. Obra de Rafael Ferrer i Bigné. Valencia, 1861.
- Lo corp. Fragment de El llibre de les maravelles, Ramon Lull.
- Somnis d'infant. Obra de Ramón Picó y Campamar. Pollença, març de 1874.
- La decadencia de la marina catalana. Obra de A. Aulèstia y Pijoan. Agost de 1874.
- La vida del camp. Obra de Joseph de Palau y de Huguet dedicada a Ll. Mª. Ll.
- En l'àlbum de D.Ramón Picó y Campamar. Obra de Miquel V. Amer.
- La luerna. Fragment de El llibre de les maravelles de Ramon Lull.
- Anyorança. Obra de Felip Pirozzini i Martí. 28 d'Octubre.
- La Regina de cel i terra. (“Premiada en lo certámen de la academia Mariana de Lleyda”). Obra de Emilia Palau González de Quijano. Barcelona, Agost de 1874.
- Los dos donzells. Fragment de El Llibre de les maravelles Ramon Lull.
- A un Claper. Obra de Miguel Costa i Llobera. Gener de 1874, Pollensa.
- Epitalami. Obra de Pere Martri Xicov. Octubre 1874. .
- La cançó del segador. Obra de Jaume Collel. Sant Joan de les Abadesses, 20 de Juliol de 1871.
- Un recort. Obra de Benet Altet “dedicada al meu amich Gregori Gisbert y Gonsalvez”. Valencia 1858.
- Onrament e tracio. Fragment del Llibre de les maravelles de Ramon Lull.
- En lo dia de reys.Obra de Pau Bertram i Bros. Collbató, 1874.
- Lo derrer soldat.Obra de Gabriel Maura. Març de 1870.
- La por. Obra de Jordi Codina y Bordotxich.
- Lletra enviada. Obra de Jacint Verdaguer “dedicada a D.M.A i sos companys U.M Y P. en son viatje á Mallorca”. 18 de setembre de 1874.
- Cançó de Pasqua. Obra de Thomas Forteza. Diada de la Resurrecció del Senyor, 1873.
- Jaume de Aguilar. “Fragment d'un llibre de notes del segle XVI”
- A la nina de ma Terra. Obra de Silvino Thos i Codina. Madrid, 1861.
- Poncelles. Obra de Joan Alcover i Maspons. Palma, 1873.
- L'Iliada de Homer “Directament traslladada de la llengua grega” Cant XVIII. “Fragment, dés del vers 356, al 617, últim del cant). J. Montserrat y Archs.
- La rondalla. Obra de Dolors Moncerdà de Macià.
- Los dos pagesos. Obra de Jaume de Aguilar.
- Suspirs. Obra de Geroni Rosselló. 1857.
- La partença. “Traducció de Mad. Emilia Girardin” Obra de Jascinto Labaila.
- Intima. Obra de “M”.
- L'Eneida de Virgili. “Directament traslladada de la llengua latina”. Cant VIII. “Fragment dés del vers 607 al 73. Joan Sardà.
- Veu de la naturalesa. Obra de Constantí Llombart.
- Lo de sempre. Obra de Heribert Mariezcurrena.
- Historich. Obra de Jaume de Aguilar.
- Lo derrer comte de Montsoliu. Obra de Eugeni Estássen i Victor Balaguer.
- En la montanya. Obra de Ferran Sellarés.
- Aniversaris. Cita cèlebre d'Ausias March: “Tu esperit, si res no ten deffen romp lo costum, que dels morts es comu, torna’n lo mon, e mostra que’s a tu: lo teu sguart, nom donara spaven”. Madrid 22 Nov 1852. Obra de Marian Aguiló y Fuster. Madrid, 22 de novembre de 1853.
- La cassera reyal. Obra de Apeles Mestres. Febrer 1874.
- Testament. “Die 3 julii anno 1697 Matharone. D'una còpia de les que quan s'escrigué corrian de ma en ma”
- La reyna de les Illes.”Romans. Imitació popular per cantar ab la tonada de “Á la torra xica y a la torra gran”” Obra de Therenci Thós y Codina. 3 de Juny de 1863.
- Glosada Mallorquina. Obra de “una bona persona de Mallorca”.
- Cònsol. Obra de Teresa Coll. 1 de novembre de 1874.
- Contemplació. “Versos traduits de Victor Hugo”. Obra de Theodor Llorente.
- Gelosia. Obra de Martí Genís y Aguilar. Vich, 1872.
- Fosca. Obra de Joseph Trongí y Cortès.
- Sta Maria de Ripoll. Obra de Macari Planella. 20 de novembre de 1974.
- Les cireres d'arbós. Obra de Frederich Soler.
- La tristesa. Obra de Victoria Penya d'Amer.
- L'amor mia. Obra de Miquel Victoriá Amer. 31 de març de 1874.
- Caritat. Obra de Pere d'Alcántara Penya.
- La prouvençalo. Obra de G.D.M “(De l'Armana Provençau)”
- ¡Cuyta! Obra de Joseph Serra i Campdelacreu.
- Del amor al cel. Obra de Geroni Forteza.
- Ingratitud. Obra de Enrich Escrig y Gonzalez.
- Dècimes. “Que lo senyor D. Joseph Goday, dedica al senyor D. Jaume Isern, natural de Mataró”.
- Tot es hu. Obra de “M”.
- Les fires de Sant Thomás. Obra de Joseph Coll y Vehí.
- Naxement d'Atila. Obra de Joan Vinader.
- Cançó. Obra de Miquel Costa i Llobera. Pollença.
- Un bon català. Obra de Jaume Collell. Barcelona, 21 de desembre de 1874.

- Esperant. J. Thomás y Bigas. 29 de gener de 1873.
- Himne d'amor. Obra de Francesch Matheu i Fornells. 18 d'octubre de 1871.

L'última obra, Himne d'amor, s'ha reservat per a l'autor de l'anuari: Francesch Matheu i Fornells. Amb aquesta, finalitza tot el seguit d'aportacions que ofereixen els col·laboradors, amb un total de 79 obres, sense incloure l'homenatge a Carles Bonaventura Aribau. El llibre compta amb 252 pàgines i expira amb la taula d'autors, de la qual parlarem posteriorment. Cal destacar, entre totes les obres, les aportacions dels fragments de la Ilíada d'Homer i l'Eneida de Virgili. A més hem pogut veure que es posa l'accent principalment en parts del Llibre de les meravelles de Ramón Lull, que apareix diverses vegades al llarg de la revista.

## Final
Com anteriorment hem esmentat, aquest anuari va ser l'únic que es va publicar, sense cap correlació posterior. Realment l'objectiu que va mantenir Matheu i Fornells per la seva pròpia iniciativa al principi es va complir, i van poder donar aquesta oportunitat i visibilitat als diferents col·laboradors que en el seu moment no la van tenir. Si avui aquest llibre ha arribat a les nostres mans, la finalitat amb la qual el van escriure és vàlida. Les raons per les quals es va deixar de publicar es desconeixen. No obstant això Torrent i Tasis apunten al fet que el projecte no va tenir molt d'èxit, encara que farien falta més evidències per a demostrar-lo.

## Valoració
A nivell materialistic, l'anuari de 1874 posseeix una gran riquesa de contingut donada la varietat d'autors que col·laboren en ell. Ens trobem davant un popurri de tipologies textuals i temes a tractar que converteixen aquest llibre en una obra digna de llegir. Des de poemes d'amor i melancolia, passant pels grans clàssics com la Ilíada o Eneida, fins a textos que parlen sobre l'ortografia catalana. Cadascuna de les aportacions encaixa per molt extravagant que sigui el seu tema, perquè el veritable objectiu és que cada autor tingui l'oportunitat de destacar, i oferir el seu gra de sorra per a fer d'obres individuals, un anuari col·lectiu. Cadascun d'ells manté la seva essència i estil propi a l'hora d'escriure, i per això notem un contrast notable entre obres que ens fa gaudir del conjunt com si d'una muntanya russa es tractés. En general l'objectiu pel qual es va publicar és molt humà i d'una certa manera necessària, ja que probablement no haguéssim sabut de l'existència de determinats autors de no ser perquè els van oferir tenir la visibilitat que mereixen.

## Relació de directors, redactors i col·laboradors
Cal esmentar que els col·laboradors que consten a la taula següent, per ordre alfabètic, son els que apareixen a la taula d'autors al final de l'anuari.
| DIRECTOR                | Francesch Matheu i Fornells (1851-1938) |
| PUBLICACIÓ I EDITORIAL  | Biblioteca de Catalunya                 |
|                         | Estampa de L. Obradors y P. Sulé        |
| COL.LABORADORS / AUTORS | Jaume de Aguilar                        |
|                         | Marian Aguiló (1825-1897)               |
|                         | Joan Alcover (1854-1925)                |
|                         | Benet Altet (1827- 1893)                |
|                         | Miquel V. Amet                          |
|                         | Antonieta Arenes                        |
|                         | Carles B. Aribau (1798-1862)            |
|                         | Antoni Aulestia (1848-1908)             |
|                         | Víctor Balaguer (1824-1901)             |
|                         | Joaquim M. Bartrina (1850-1880)         |
|                         | Pau Bertran (1853-1891)                 |
|                         | Francisco Camprodon (1816-1870)         |
|                         | Jordi Codina                            |
|                         | Joseph Coll y Vehi (1823-1876)          |
|                         | Teresa Coll                             |
|                         | Jaume Collell (1846-1932)               |
|                         | Miquel Costa (1854-1922)                |

|  | Enrich Escrig                  |
|  | Eugeni Estássen                |
|  | Francesch Eximenis (1330-1409) |